# آرام مانوکیان (زاده ۱۹۵۷)
آرام ویگنی مانوکیان (ارمنی: Արամ Վիգենի Մանուկյան؛ زادهٔ ۹ مارس ۱۹۵۷) سیاست‌مدار اهل ارمنستان است. وی نماینده دوره‌های اول و پنجم مجلس ملی جمهوری ارمنستان بوده‌است.